# Carlos Enrique Barcos
Carlos Enrique Barcos (Montevideo, 16 novembre 1957) è un ex calciatore uruguaiano, di ruolo difensore.